# Restauratie (kunst)

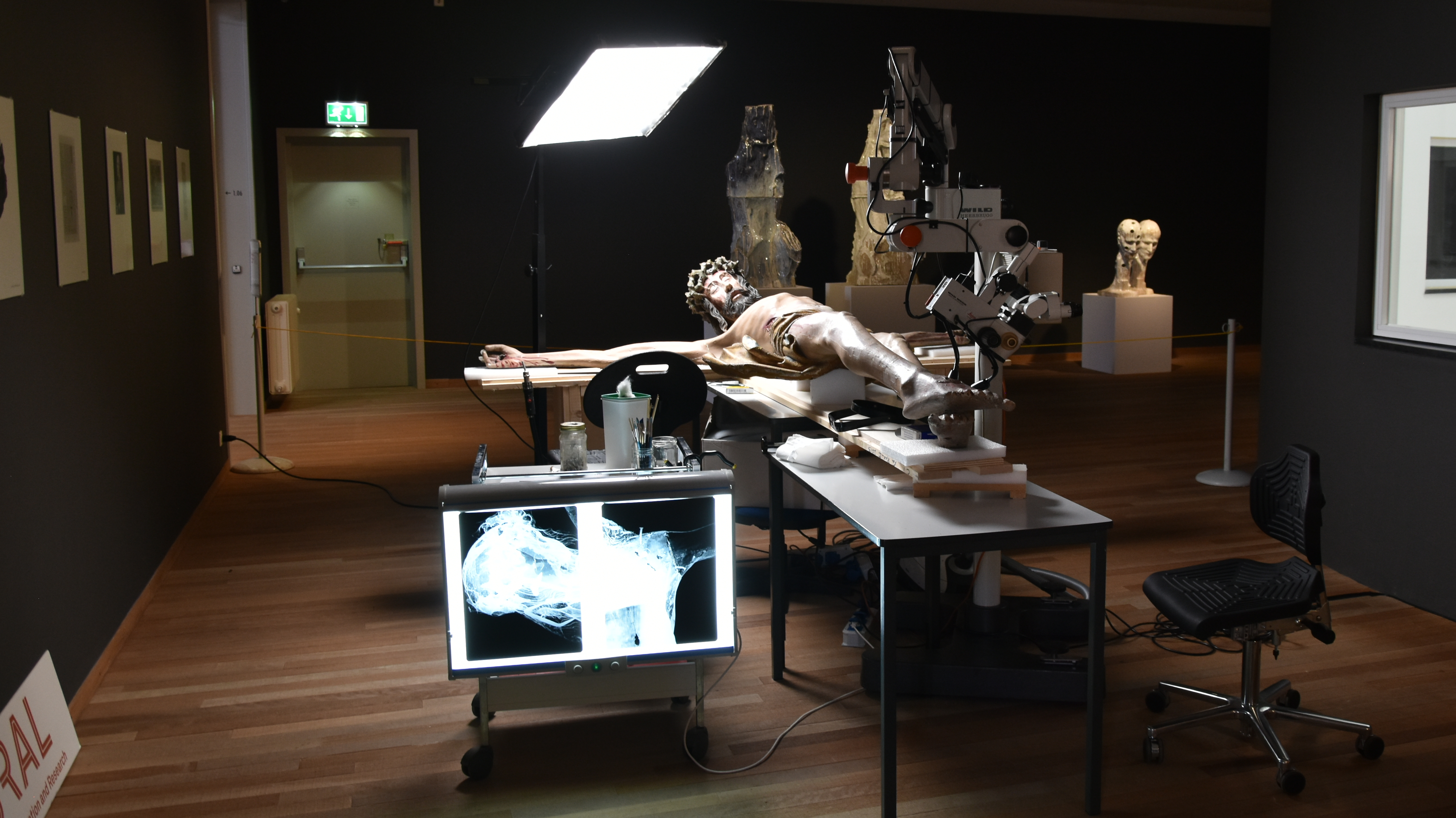
Restauratie van een beeldhouwwerk in het Bonnefantenmuseum.

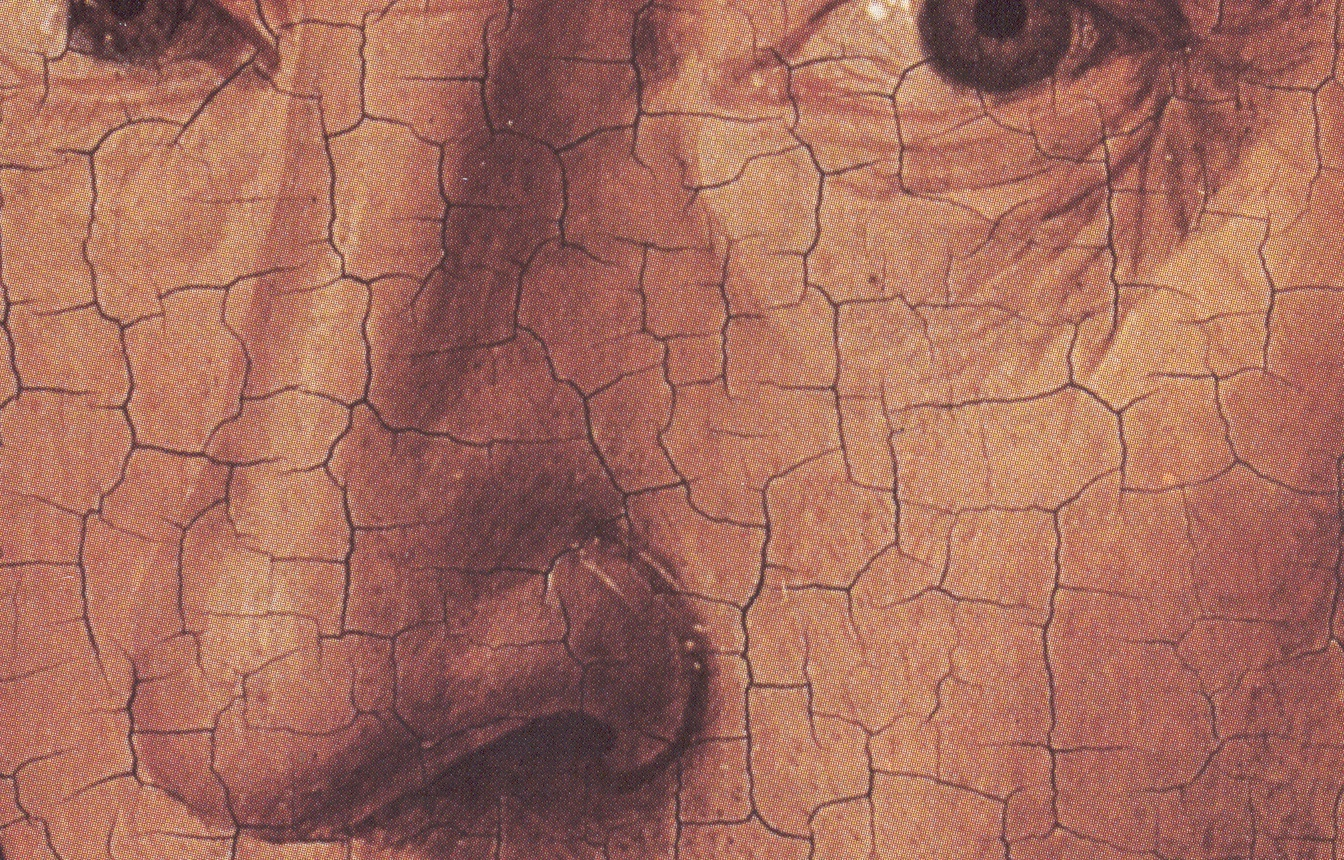
Ouderdoms-craquelé op een portret door Jan van Eyck.

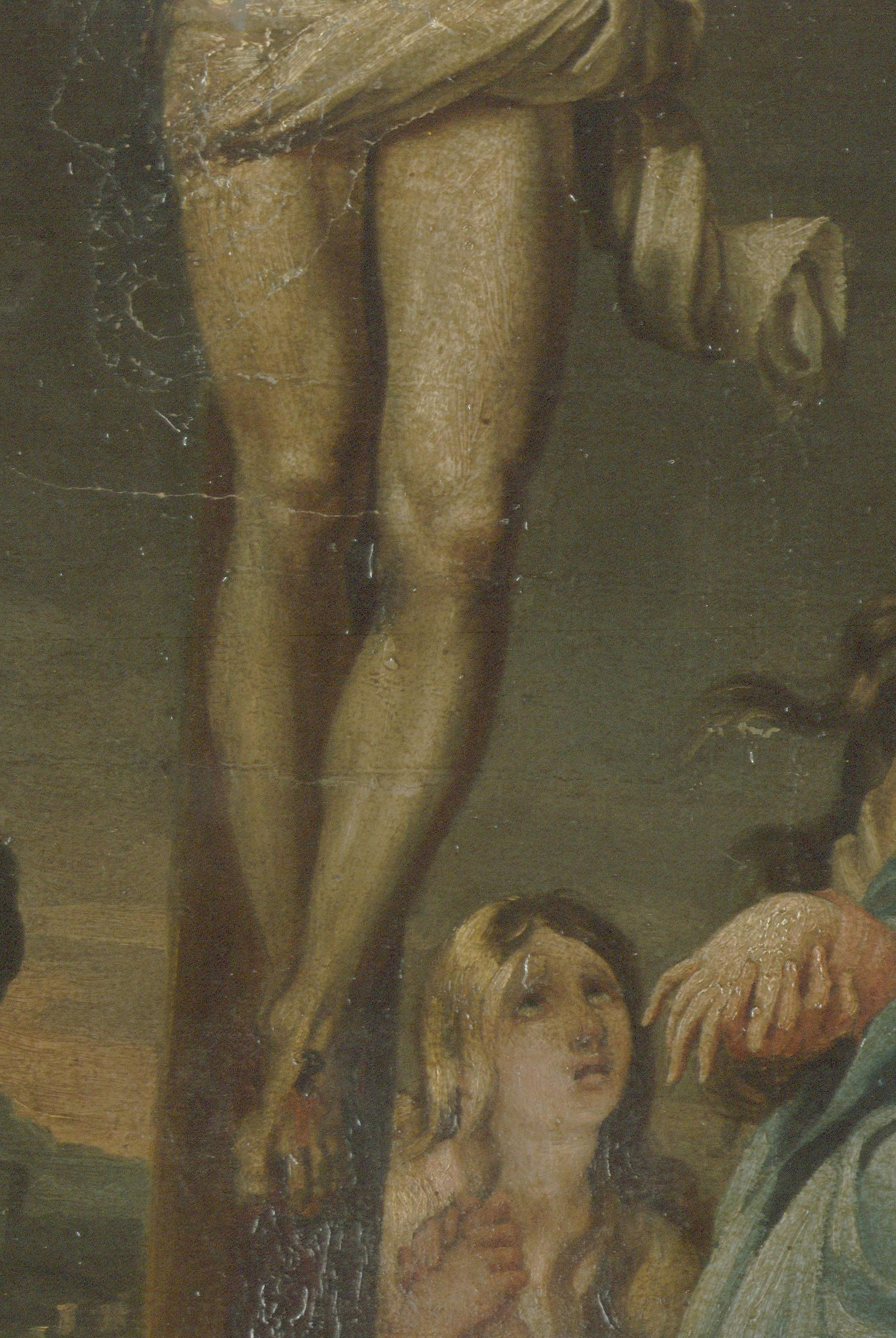
Beschadigd en vervuild doek van waarschijnlijk de Kruisiging van Jezus - schilder onbekend.

Restauratie is het geheel van handelingen aan een beschadigd of gedeeltelijk verloren gegaan object met het doel dit terug te brengen in een van tevoren gedefinieerde toestand, en zo te behouden voor toekomstige generaties. In de oorspronkelijke staat herstellen is een onjuiste term; een beschadigd object dat gerestaureerd is, blijft een gerestaureerd beschadigd object.

## Algemeen
Een (kunst)object is niet gemaakt voor de eeuwigheid. Ook kunstobjecten worden door de tand des tijds aangetast. Een restaurator heeft dan ook de taak het patrimonium te bewaren en te conserveren voor de volgende generaties.
Een restauratie is doorgaans een ingrijpende gebeurtenis in het bestaan van een object. De restaurator kan men beschouwen als de dokter van de kunstvoorwerpen. Eerst vindt een onderzoek plaats, dan een diagnose, gevolgd door een eventuele ingreep of behandeling. Er zijn internationale conventies die stellen dat een restauratie altijd omkeerbaar moet zijn, zodat een slechte of onverantwoorde ingreep ongedaan kan worden gemaakt. Restauraties zijn meestal kostbaar vanwege het speciale materiaal en de technieken die worden gebruikt. Als een restauratie goed is uitgevoerd, is het mogelijk dat het kunstwerk compleet van uiterlijk is veranderd, doordat latere toevoegingen weggehaald zijn (bijvoorbeeld neogotische polychromie op een barokbeeld). Soms geeft het kunstwerk in de loop van het onderzoek geheimen prijs die eeuwen verborgen waren.
Het in stand houden (conserveren) is het belangrijkste doel van de restaurator. Met de term conservator wordt echter een stafmedewerker van een museale instelling of een archief (in Vlaanderen?) aangeduid. Daarom spreekt men in het Nederlandse taalgebied doorgaans over een conservator-restaurator of kortweg over een restaurator.

### Restauratie van glas in lood
Kerken en andere monumentale panden hebben veelal ambachtelijk gemaakte glas-in-loodramen. Deze worden op den duur aangetast door weersinvloeden, aanslag, corrosie en vogelpoep. Soms is schoonmaken voldoende, maar na ongeveer 75 jaar is glas in lood aan restauratie toe. Ramen van monumenten worden eerst gefotografeerd en gedocumenteerd. Hierna wordt het glas uit het lood gehaald en kapot glas vervangen door zo gelijk mogelijk glas. Het wordt vervolgens in een nieuw loodnet gezet, gesoldeerd en gekit. Een voorbeeld van een omvangrijke restauratie zijn de gebrandschilderde glazen in de Grote of Sint-Janskerk in Gouda.

## Bekende restauraties
- David, reiniging van deze marmeren sculptuur van Michelangelo
- Plafond van de Sixtijnse Kapel, waaronder De schepping van Adam van Michelangelo
- Het Laatste Avondmaal van Leonardo da Vinci
- Mona Lisa van Leonardo da Vinci
- Het Lam Gods van de gebroeders Van Eyck, na de "stoutmoedige diefte"
- De Nachtwacht van Rembrandt, onder andere enkele keren na opzettelijke beschadiging
- Meisje met de parel van Johannes Vermeer
- De sterrennacht van Vincent van Gogh
- Who's Afraid of Red, Yellow and Blue III van Barnett Newman, na vernieling met een mes

## Bekende restauratoren

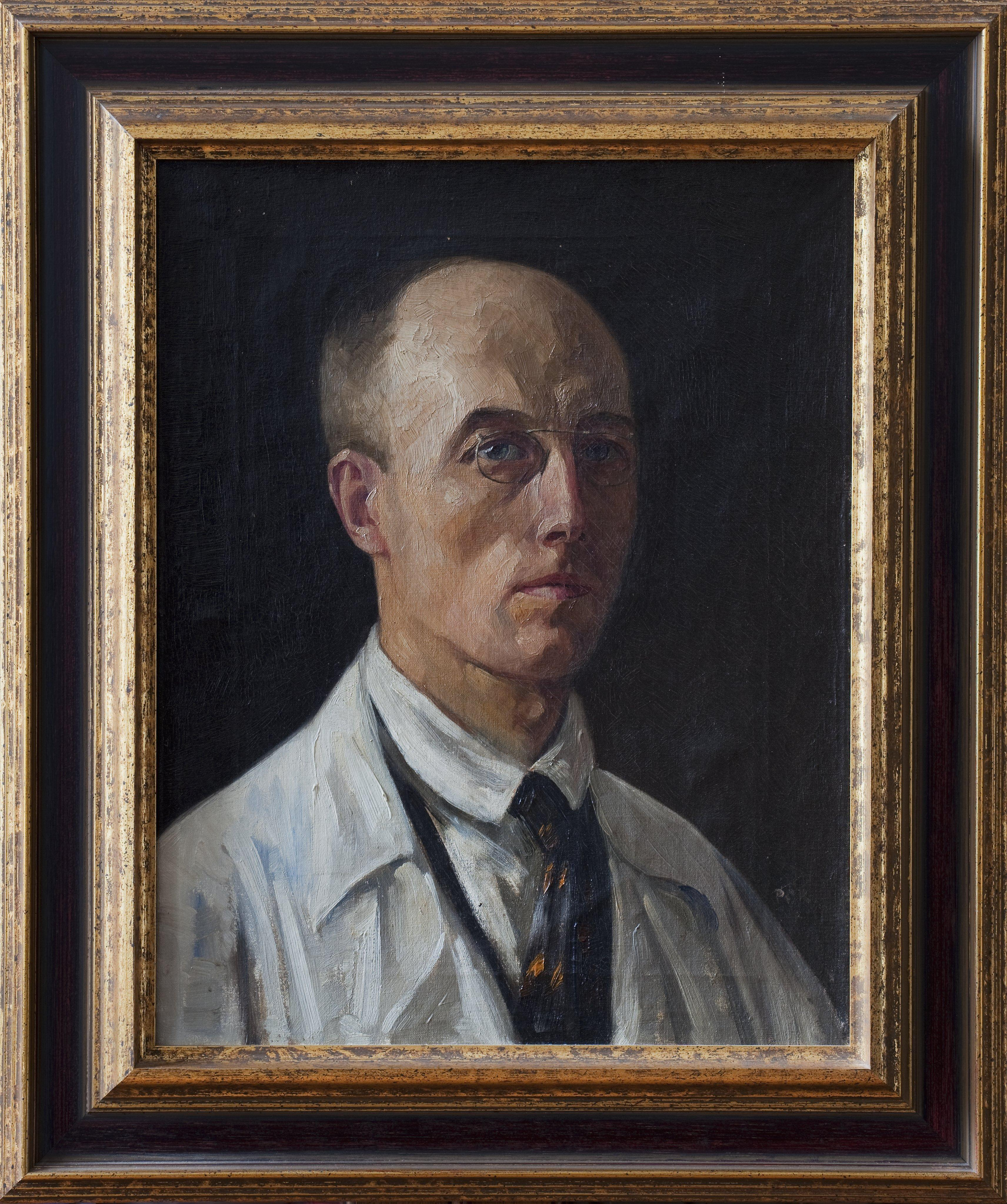
Jacob Por: Zelfportret.

### Nederlandse restauratoren
- Charlotte Caspers (1979)
- Pierre Cuypers (1827–1921)
- Coenraad Liebrecht Temminck Groll (1925–2015)
- Jacob Por (1882–1947)

### Belgische restauratoren
- Louis De Curte (1817–1891)
- Anne van Grevenstein-Kruse (1947)

## Organisaties van restauratoren
Voor kunstvoorwerpen is het vakgebied vooral in ontwikkeling sinds de tweede helft van de twintigste eeuw, met uitzondering van schilderijenrestauratie, die al langer een aparte discipline is. In weerwil van het politieke streven naar deregulering van de arbeidsmarkt zette de vereniging Restauratoren Nederland zich tot medio 2014 in voor erkenning en bescherming van de beroepsgroep. Sinds medio 2014 zet de Vereniging zich in voor de zorg voor het cultureel erfgoed in algemene zin. Het Restauratoren Register is een organisatie die restauratoren die voldoen aan bepaalde kwaliteitseisen, opneemt in een register. De kleinere vakvereniging ARA (Art Restorers Association) zet zich in voor restauratoren in Nederland en richt zich op het ambachtelijke van het vak en minder op het laboratoriumtechnische.

## Voorbeeld: de Sixtijnse kapel

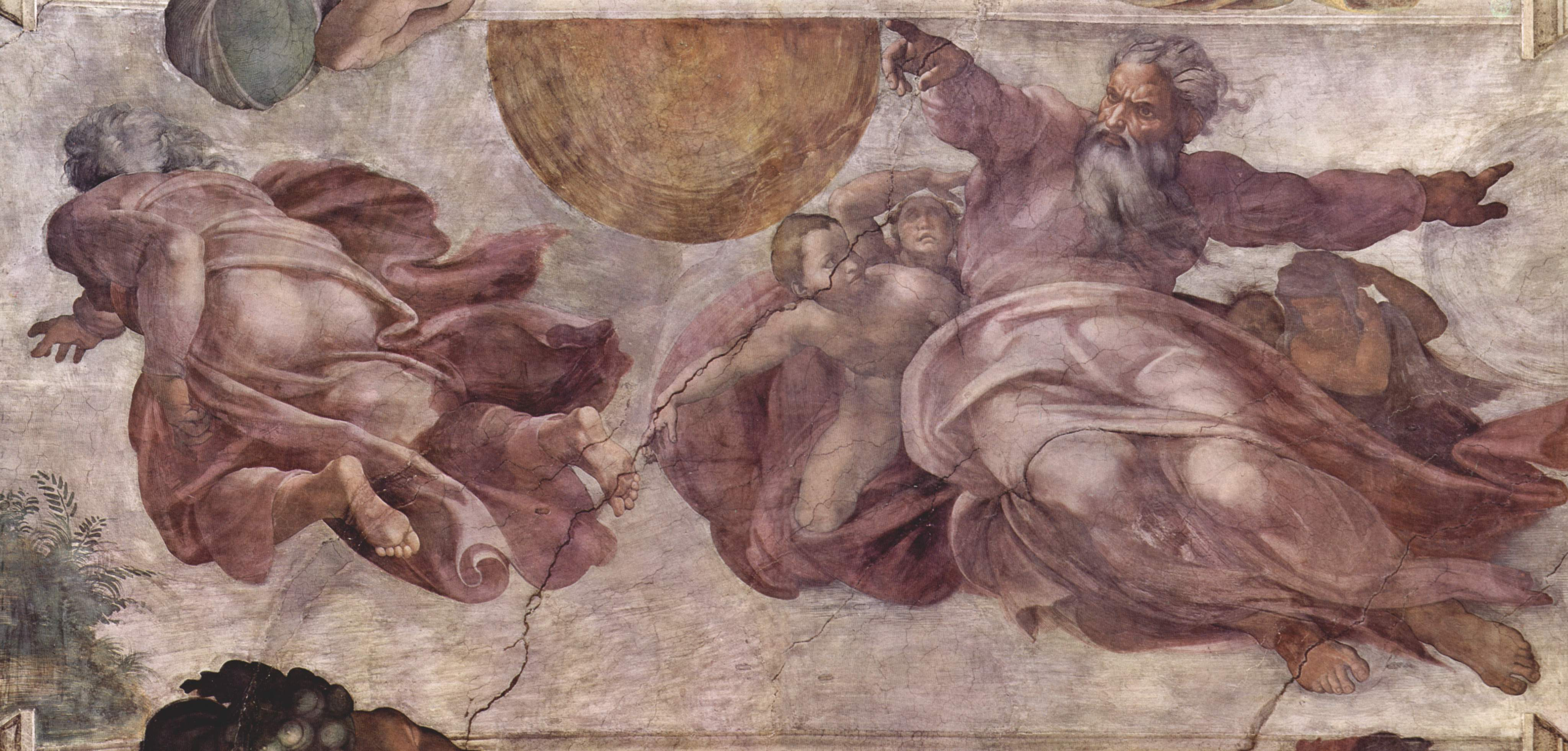
Sixtijnse kapel, detail voor de restauratie
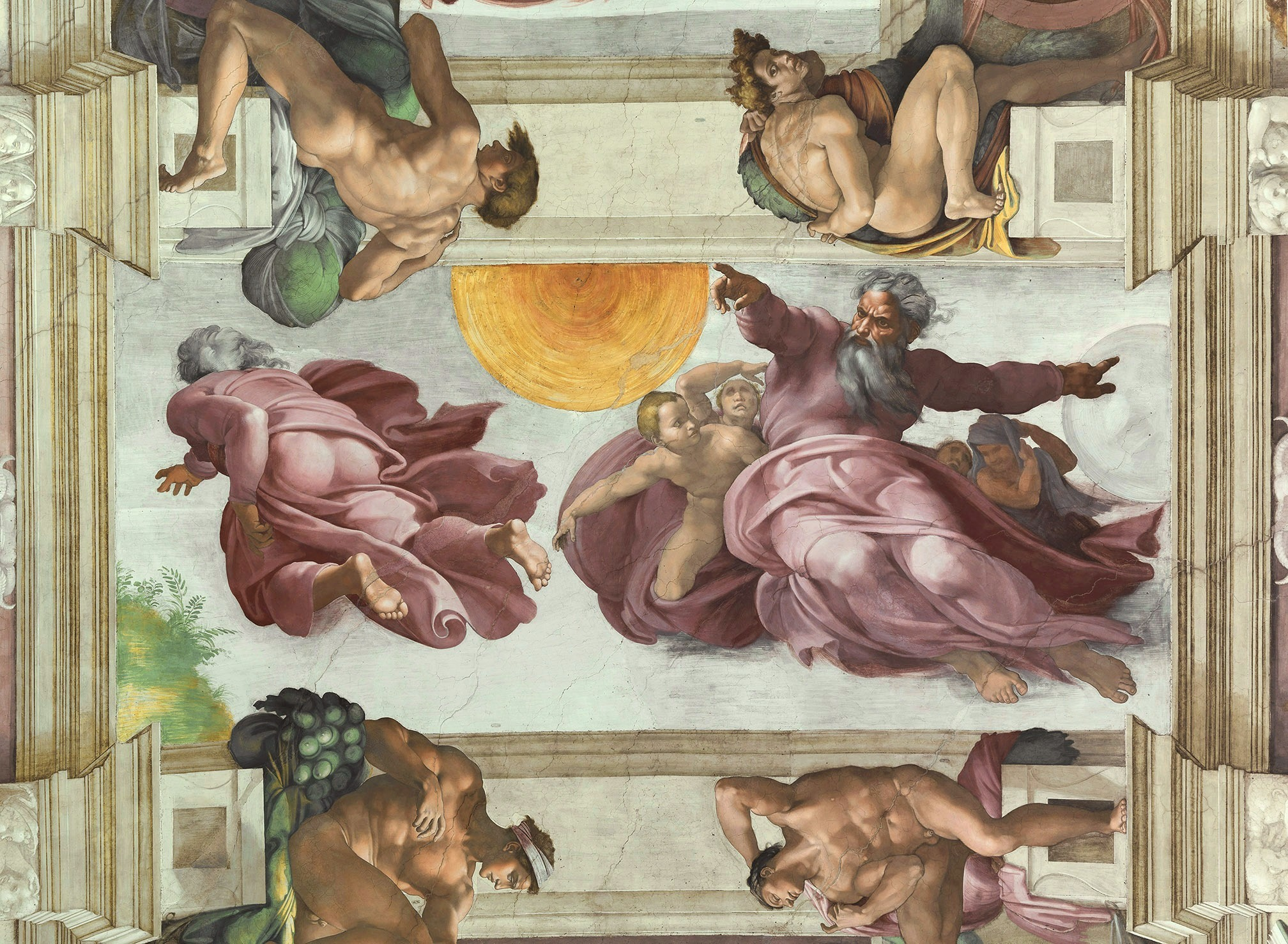
Sixtijnse kapel, detail na de restauratie
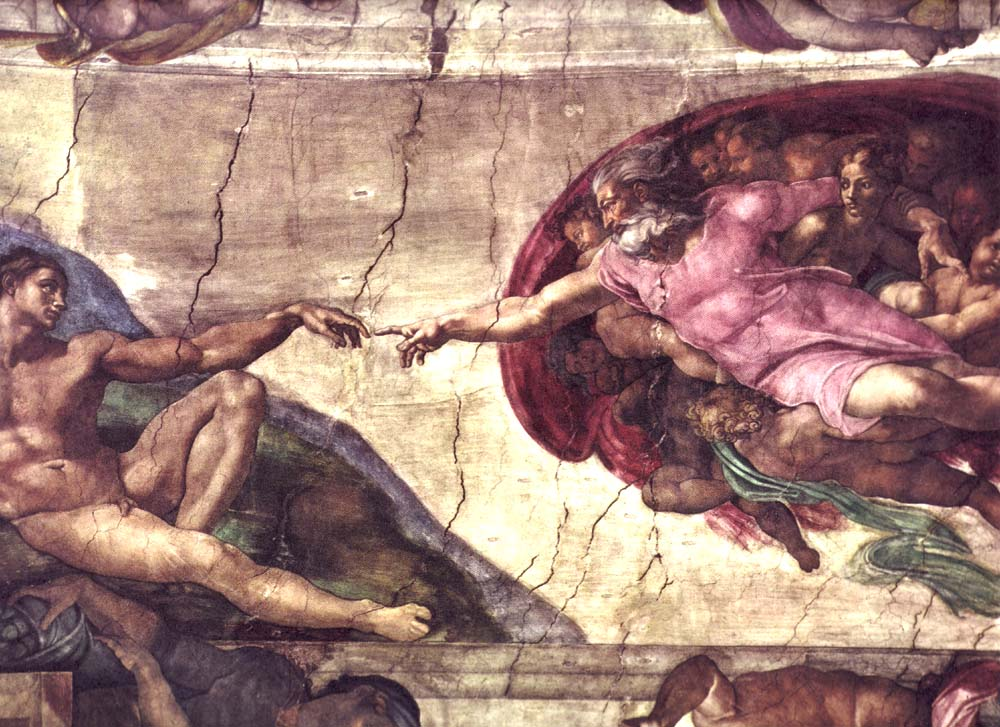
Sixtijnse kapel, detail voor de restauratie
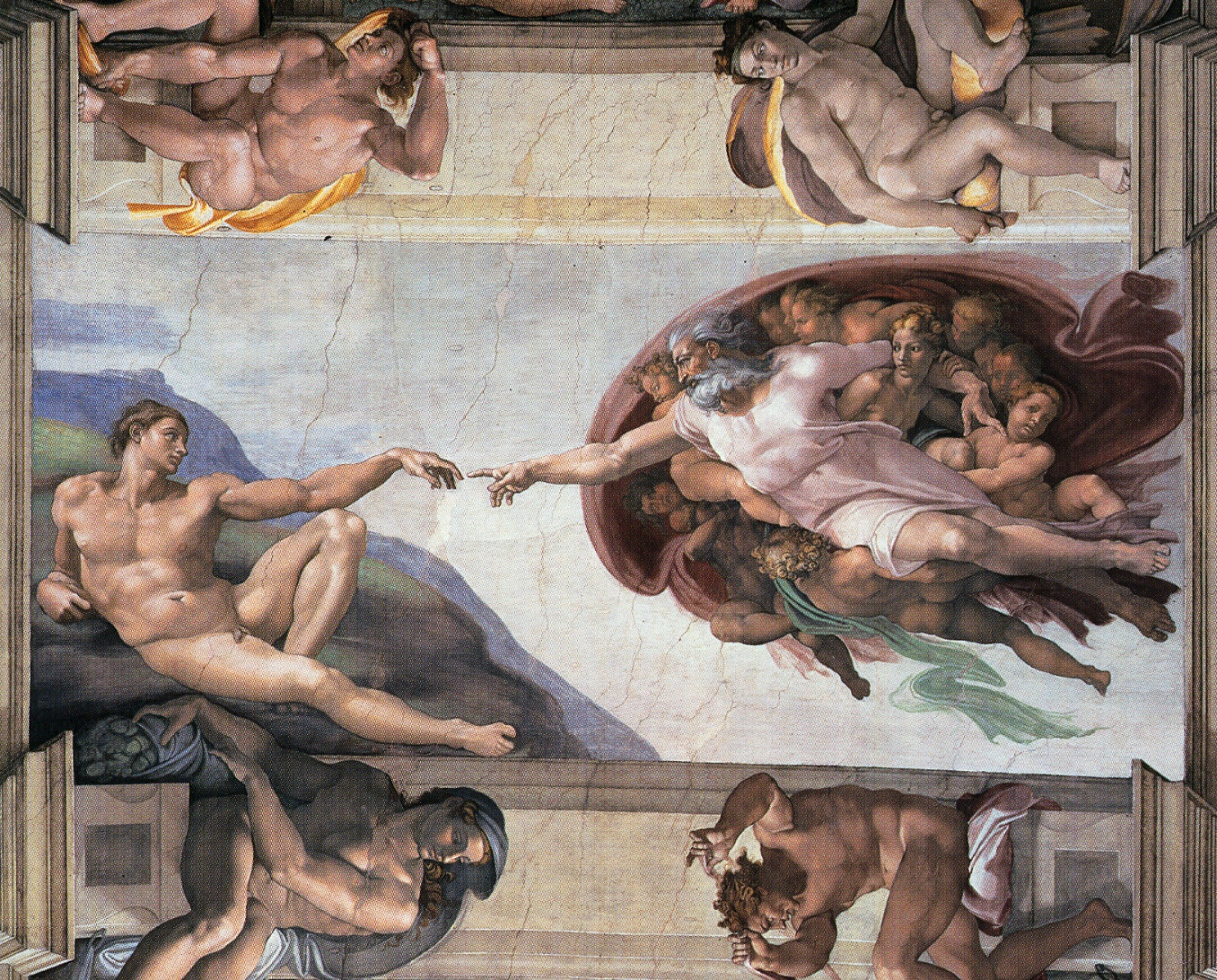
Sixtijnse kapel, detail na de restauratie

Hierboven is een detail uit het plafond van de Sixtijnse Kapel te zien. Links merkt men duidelijk een grote barst op het vervuilde oppervlak van het fresco. Eeuwenlang is het werk blootgesteld aan verschillende temperaturen en is er vervuiling geweest door wierook, rook van kaarsen en rook van het kacheltje tijdens conclaven; dit resulteerde in een zwaar vervuild werk. Er was dringend een goede reiniging nodig en een onderzoek naar de kwaliteit van de drager, in dit geval de muur. Bovendien moesten alle vorige ingrepen worden verwijderd. Na restauratie (rechts) is het coloriet hersteld en de lacune geïntegreerd (de barst is dus weggewerkt). Er werd ook een speciale verlichting voorzien. Waarschijnlijk zijn dit de kleuren zoals Michelangelo ze schilderde.